# Kiyomitsu Kobari
Kiyomitsu Kobari (japonès: 小針清允)  (Itabashi, 12 de juny de 1977), és un exfutbolista japonès.
Comença la seua carrera professional al Verdy Kawasaki el 1996. Ha jugat als clubs Vissel Kobe, Vegalta Sendai, Tochigi SC i Gainare Tottori i es va retirar a finals de la temporada 2014.
El juny de 1997, va ser seleccionat per la selecció nacional sub-20 del Japó per al Campionat Mundial juvenil de 1997.